# روبليدو
بلدية روبليدو (بالإسبانية: Robledo) هي بلدية تقع في مقاطعة البسيط التابعة لمنطقة كاستيا لا مانتشا وسط إسبانيا.

## الديموغرافيا
بلغ عدد سكان بلدية روبليدو 463 نسمة عام 2011 (وفقاً للمعهد الوطني الإسباني للإحصاء).
| 459 | 430 | 440 | 459 | 480 | 469 | 463 |